# Giovanni Paisiello
Giovanni Paisiello, inaczej Paesiello (ur. 9 maja 1740 w Tarencie, zm. 5 czerwca 1816 w Neapolu) – włoski kompozytor epoki klasycyzmu.

## Życiorys
Kształcił się w Conservatorio di Sant'Onofrio w Neapolu. W latach 1776–1784 był nadwornym kompozytorem Katarzyny II w Petersburgu. Od 1784 był kapelmistrzem i kompozytorem króla neapolitańskiego Ferdynanda IV. Od 1801 przez rok pełnił tę samą funkcję na dworze cesarskim Napoleona. W 1784 gościł w Warszawie, gdzie wykonał swoje oratorium La Passione di Gesú Cristo. W 1810 zajął miejsce zmarłego Haydna w Akademii Francuskiej.
Skomponował ponad 100 oper. Większość z nich stanowią opery buffa. Do najbardziej znanych należą: La serva padrona (1781), Cyrulik sewilski (1782) (bardziej znane są oparte na tych samych librettach opery Pergolesiego i Rossiniego), Nitteti (1777) i Nina (1789). Poza tym komponował dzieła kościelne, koncerty i utwory na harfę.

## Opery
(na podstawie materiału źródłowego)
- Il ciarlone (12.5.1764 Bolonia)
- I francesi brillanti (24.6.1764 Bolonia)
- Madama l'umorista, o Gli stravaganti (26.1.1765 Modena)
- L'amore in ballo (karnawał 1765 Wenecja)
- I bagni d'Abano (wiosna 1765 Parma)
- Demetrio (Pasqua 1765 Modena)
- Il negligente (1765 Parma)
- Le virtuose ridicole (1765 Parma)
- Le nozze disturbate (karnawał 1776 Wenecja)
- Le finte contesse (2.1766 Rzym) [Il Marchese di Tulissano?]
- La vedova di bel genio (wiosna 1766 Neapol)
- L'idolo cinese (wiosna 1767 Neapol)
- Lucio Papirio dittatore (lato 1767 Neapol)
- Il furbo malaccorto (zima 1767 Neapol)
- Le 'mbroglie de la Bajasse (1767 Neapol)
- Alceste in Ebuda, ovvero Olimpia (20.1.1768 Neapol)
- Festa teatrale in musica (31.5.1768 Neapol) [Le nozze di Peleo e Tetide]
- La luna abitata (lato 1768 Neapol)
- La finta maga per vendetta (jesień? 1768 Neapol)
- L'osteria di Marechiaro (1768 Neapol)
- La serva fatta padrona (lato 1769 Neapol) [wersja Le 'mbroglie de la Bajasse]
- Don Chisciotte della Mancia (lato 1769 Neapol)
- L'arabo cortese (zima 1769 Neapol)
- La Zelmira, o sia La marina del Granatello (lato 1770 Neapol)
- Le trame per amore (7.10.1770 Neapol)
- Annibale in Torino (16.1.1771 Turyn)
- La somiglianza de' nomi (wiosna 1771 Neapol)
- I scherzi d'amore e di fortuna (lato 1771 Neapol)
- Artaserse (26.12.1771 Modena)
- Semiramide in villa (karnawał 1772 Rzym)
- Motezuma (1.1772 Rzym)
- La Dardanè (wiosna 1772 Neapol)
- Gli amante comici (jesień 1772 Neapol)
- Don Anchise Campanone (1773 Wenecja) [wersja Gli amante comici]
- L'innocente fortunata (Karnawał 1773 Wenecja)
- Sismano nel Mogol (karnawał 1773 Mediolan)
- Il tamburo (wiosna 1773 Neapol) [Il tamburo notturno]
- Alessandro nell'Indie (26.12.1773 Modena)
- Andromeda (karnawał 1774 Mediolan)
- Il duello (wiosna 1774 Neapol)
- Il credulo deluso (jesień 1774 Neapol)
- La frascatana (jesień 1774 Wenecja) [L'infante de Zamora]
- Il divertimento dei numi (4.12.1774 Neapol)
- Demofoonte (karnawał 1775 Wenecja)
- La discordia fortunata (Karnawał 1775 Wenecja) [L'avaro deluso]
- L'amor ingegnoso, o sia La giovane scaltra (karnawał 1775 Padwa)
- Le astuzie amorose (wiosna 1775 Neapol)
- Socrate immaginario (jesień 1775 Neapol)
- Il gran Cid (3.11.1775 Florencja)
- Le due contesse (3.1.1776 Rzym)
- La disfatta di Dario (karnawał 1776 Rzym)
- Dal finto il vero (wiosna 1776 Neapol)
- Nitteti (28.1.1777 Sant Petersburg)
- Lucinda e Armidoro (jesień 1777 Sant Petersburg)
- Achille in Sciro (6.2.1778 Sant Petersburg)
- Lo sposo burlato (24.7.1778 Sant Petersburg)
- Gli astrologi immaginari (14.2.1779 Sant Petersburg) [Le philosophe imaginaire]
- Il matrimonio inaspettato (1779 Kamienny Ostrow) [La contadina di spirito]
- La finta amante (5.6.1780 Mohylew) [Camiletta]
- Alcide al bivio (6.12.1780 Sant Petersburg)
- La serva padrona (10?.9.1781 Carskie Sioło)
- Il duello comico (1782 Carskie Sioło) [wersja Il duello]
- Il barbiere di Siviglia, ovvero La precauzione inutile (26.9.1782 Sant Petersburg)
- Il mondo della luna (1782 Kamienny Ostrow)
- Il re Teodoro in Wenecja (23.8.1784 Wiedeń)
- Antigono (12.10.1785 Neapol)
- La grotta di Trofonio (12.1785 Neapol)
- Olimpiade (20.1.1786 Neapol); opera napisana dla kastrata Gaspare’a Pacchiarottiego (1744–1821)
- Le gare generose (wiosna 1786 Neapol) [Gli schiavi per amore; Le bon maître, ou L'esclave par amour]
- Pirro (12.1.1787 Neapol)
- Il barbiere di Siviglia, ovvero La precauzione inutile (1787 Neapol)
- La modista raggiratrice (jesień 1787 Neapol) [La scuffiara amante, o sia Il maestro di scuola Neapoltano; La scuffiara raggiratrice]
- Giunone e Lucina (8.9.1787 Neapol)
- Fedra (1.1.1788 Neapol)
- L'amor contrastato (Karnawał 1789 Neapol) [L'amor contrastato o sia La molinarella]
- Catone in Utica (5.2.1789 Neapol)
- Nina, o sia La pazza per amore (25.6.1789 Caserta)
- I zingari in fiera (21.11.1789 Neapol)
- Le vane gelosie (wiosna 1790 Neapol)
- Zenobia in Palmira (30.5.1790 Neapol)
- La molinara (1790 Wiedeń) [wersja L'amor contrastato]
- Nina, o sia La pazza per amore [wersja] (1790 Neapol); napisana specjalnie dla Celeste Coltellini (mezzosopran)
- Ipermestra (6.1791 Padwa)
- La locanda (16.6.1791 Londyn Pantheon) [La locanda di falcone; Lo stambo in Berlina]
- I giuochi d'Agrigento (16.5.1792 Wenecja)
- Il fanatico in Berlina (1792 Neapol) [wersja La locanda]
- Il ritorno d'Idomeneo (jesień 1792 Perugia)
- Elfrida (4.11.1792 Neapol) [Adevolto]
- Elvira (12.1.1794 Neapol)
- Didone abbandonata (4.11.1794 Neapol)
- Nina, o sia La pazza per amore [wersja 2] (1795 Neapol)
- Chi la dura la vince (9.6.1797 Mediolan)
- La Daunia felice (26.6.1797 Foggia)
- Andromaca (4.11.1797 Neapol)
- L'inganno felice (1798 Neapol)
- Proserpine (28.3.1803 Paryż)
- Elisa (19.3.1807 Neapol) [+ Mayr]
- I pittagorici (19.3.1808 Neapol)